# Nashville sound
Ne doit pas être confondu avec Nashville Sounds.
Genres dérivés
Countrypolitan, country pop
Le Nashville sound est un genre musical ayant émergé à la fin des années 1950 comme nouveau genre de musique country. 

## Histoire
Le Nashville sound supplante progressivement le honky tonk, plus populaire dans les années 1940 et les années 1950. Il est caractérisé par des artistes comme Jim Reeves et Eddy Arnold, considérés comme les fondateurs, puis Patsy Cline et plus tard Tammy Wynette et Charlie Rich. Il connait son apogée au début des années 1960. Le Nashville sound transforme la musique country en industrie sous la direction des producteurs comme Chet Atkins, Owen Bradley, et plus tard Billy Sherrill.

## Caractéristiques
Du point de vue musical, il se caractérise par l'intégration de caractéristiques propres aux musiques populaires des années 1950 : importance du chant soutenu par une section de cordes et un chœur.

## Countrypolitan
Au début des années 1960, le Nashville sound commence à être contesté par le son rival de Bakersfield du côté de la musique country et par la British Invasion du côté de la pop ; pour aggraver ces problèmes, Patsy Cline et Jim Reeves, deux des plus grandes vedettes du Nashville sound, décèdent subitement dans des accidents d'avion distincts. La structure des chansons pop de Nashville devient plus prononcée et se transforme en ce qui se nomme Countrypolitan : un son plus doux caractérisé par l'utilisation d'arrangements de cordes luxuriants avec un véritable orchestre et souvent des voix de fond fournies par une chorale. Le Countrypolitan s'adressait directement aux marchés grand public et sa musique se vend bien de la fin des années 1960 au milieu des années 1970. Parmi les architectes de ce son, on trouve les producteurs Billy Sherrill (qui a contribué à façonner le début de la carrière de Tammy Wynette) et Glenn Sutton. Parmi les artistes qui ont incarné le son countrypolitain, citons Wynette, Charlie Rich et Charley Pride, ainsi que les chanteurs Lynn Anderson et Glen Campbell, basés à Los Angeles. Le style de George Jones de l'époque fusionne avec succès le son countrypolitain et le style honky tonk qui l'avait rendu célèbre.
Le Bakersfield sound, et plus tard l'outlaw country, dominent la musique country parmi les aficionados, tandis que le Countrypolitan règne sur les palmarès pop.
Concernant le Nashville sound, Chet Atkins met la main dans sa poche, serre sa petite monnaie et répond : « Voilà ce que c'est. C'est le son de l'argent ». 